# Kashagan
Kashagan è il nome con cui è conosciuto un vasto campo petrolifero offshore localizzato nella parte nord-orientale del Mar Caspio, al largo delle coste del Kazakistan, 80 km a sud della città di Atyrau, in concessione alla North Caspian operating company.
Il giacimento è stato individuato nel 2000 e si stima che abbia riserve commerciali tra i 9 e i 16 miliardi di barili di petrolio. L'ostilità dell'ambiente circostante, con fondali estremamente bassi, ghiacci marini invernali, venti sostenuti e temperature variabili tra i -35 °C a 40 °C, rendono estremamente complesso lo sfruttamento del giacimento, la cui entrata in produzione è stata prevista nel 2013. 
Nel 2016, con 10 anni di ritardo, fu riavviata la produzione di giacimenti di petrolio e gas nel Kashgam, 12 ottobre del 2016 l'allora ministro dell’energia Kanat Bozumbaev annunciò che il flusso di petrolio e gas aveva raggiunto le 90.000 tonnellate al giorno.

## Sfruttamento del giacimento
Il progetto per un futuro campo petrolifero sta per essere sviluppato da un consorzio internazionale con un'alleanza chiamata North Caspian operating company. L'alleanza è formata da 7 compagnie che consistono in Eni (16,81%), Shell (16,81%), Total (16,81%), ExxonMobil (16,81%), KazMunayGas (16,81%), ConocoPhillips (8,4%), Inpex (7,56%). Il gruppo originale includeva anche BG Group invece di KazMunayGas, ma BG vendette la sua quota nel 2004. KazMunayGas ha incrementato ulteriormente le sue quote nel gennaio 2008, a causa di un accordo tra il governo del Kazakistan e gli altri 6 partner a causa di un probabile ritardo di 5 anni nello sviluppo del campo. L'ENI opera con il nome di AgipKCO.
L'intero progetto si aspetta che costi 136 miliardi di dollari con una produzione iniziale di 75000 barili al giorno nel 2012 per raggiungere i 1.5 milioni di barili alla fine degli anni '10 del 2000.